# S/2007 S 2
S/2007 S 2 — тридцять перший за віддаленістю від планети супутник Сатурна. Відкритий 2007 року Скоттом Шеппардом, Девідом Джевіттом та Дженом Кліна. Супутник не має офіційної назви. S/2007 S 2 належить до скандинавської групи супутників Сатурна (підгрупа Феби).

## Корисні посилання
- Електронний циркуляр ЦМП MPEC 2007-J09 [Архівовано 7 квітня 2012 у WebCite]
- Супутники Сатурна. Дані Інституту астрономії [Архівовано 15 травня 2011 у Wayback Machine.]